# Napothera marmorata
A Napothera marmorata a madarak osztályának verébalakúak (Passeriformes) rendjébe és a Pellorneidae családjába tartozó faj.

## Rendszerezése
A fajt Robert George Wardlaw-Ramsay angol ornitológus írta le 1880-ban, a Turdinus nembe Turdinus marmoratus néven. Egyes szervezetek szerint jelenleg is ide tartozik.

## Alfajai
- Napothera marmorata grandior (Voous, 1950)
- Napothera marmorata marmorata (R. G. W. Ramsay, 1880)[1]

## Előfordulása
Délkelet-Ázsiában, Indonézia és Malajzia területén, a Maláj-félszigeten és Szumátra szigetén honos. A természetes élőhelye a szubtrópusi vagy trópusi síkvidéki és hegyi esőerdők. Állandó, nem vonuló faj.

## Megjelenése
Testhossza 21,5 centiméter.

## Életmódja
Rovarokkal táplálkozik.